# Ismene longipetala
Ismene longipetala là một loài thực vật có hoa trong họ Amaryllidaceae. Loài này được (Lindl.) Meerow mô tả khoa học đầu tiên năm 1990.